# Oxyopes vanderysti
Oxyopes vanderysti là một loài nhện trong họ Oxyopidae.
Loài này thuộc chi Oxyopes. Oxyopes vanderysti được Roger de Lessert miêu tả năm 1946.